# Mitrofanowa (obwód kurski)
Mitrofanowa (ros. Митрофанова) – wieś (ros. деревня, trb. dieriewnia) w zachodniej Rosji, centrum administracyjne sielsowietu katyrinskiego w rejonie oktiabrskim (obwód kurski).

## Geografia
Miejscowość położona jest w dorzeczu Sejmu (lewy dopływ Desny), 6 km na zachód od centrum administracyjnego rejonu (Priamicyno), 22 km na południowy zachód od Kurska, 16,5 km od drogi magistralnej (federalnego znaczenia) M2 «Krym».
We wsi znajdują się 134 posesje.
Klimat
Miejscowość, jak i cały rejon, znajduje się w strefie klimatu kontynentalnego z łagodnym ciepłym latem i równomiernie rozłożonymi opadami rocznymi (Dfb w klasyfikacji klimatów Köppena).

## Demografia
W 2010 r. wieś zamieszkiwało 309 osób.